# Demonstracije proti vladnemu zakonu o malem delu
Demonstracij proti vladnemu zakonu o malem delu se je 19. maja 2010 v Ljubljani udeležilo okoli 15.000 študentov in dijakov iz cele Slovenije. Demonstracije sta pripravili Študentska in Dijaška organizacija Slovenije. 
Ob prihodu demonstrantov pred stavbo parlamenta je prišlo do tedaj najhujših izgredov v slovenski zgodovini; poslopje parlamenta je bilo poškodovano, več oseb pa je bilo aretiranih in poškodovanih. 

## Ozadje
Povod za proteste je bil zakon o malem delu, ki ga je pripravila vlada. Protest sta organizirali Študentska organizacija Slovenije in Dijaška organizacija Slovenije. Protest je potekal 19. maja 2010 v Ljubljani. Protest so podprli v Zvezi svobodnih sindikatov Slovenije, Društvu upokojencev Slovenije in Društvu pisateljev Slovenije.
Leta 2011 se je Katja Šoba, ki je kot predsednica ŠOS pomagala organizirati protest, včlanila v Slovensko demokratsko stranko in tega leta na listi SDS tudi kandidirala na državnozborskih volitvah. V prispevku v Mladini so se zato spraševali, ali je bila priprava demonstracij deloma politično motivirana. Šoba je namreč v času protestov zavračala kakršnokoli zanimanje za politiko.

## Potek
Organizatorji so navedli, da so o protestu primerno obvestili pristojne institucije, prav tako pa večja trgovinska podjetja v okolici protesta pozvali, naj poostrijo nadzor nad prodajo alkohola mladoletnim, medtem ko so udeležence pozvali k neuživanju alkohola med protestom.
Udeleženci so imeli iz raznih koncev Slovenije zagotovljen brezplačen prevoz v prestolnico in tudi opravičen izostanek od pouka. Tisoči udeležencev so se na Prešernovem trgu začeli zbirati že v dopoldanskih urah pred uradnim začetkom protesta; trg je bil pred začetkom že zapolnjen. Nekateri študenti naj bi se protesta udeležili neresno in rekreativno; z namenom druženja in zabavanja. Demonstracije so bile najštevilčnejše do tedaj; protesta se je udeležilo okoli 15.000 študentov, dijakov in podpornikov.
Protest se je pričel na Prešernovem trgu. Sprva je glasbeno-kulturna prireditev potekala na Kongresnem trgu, nato pa se je del demonstrantov odpravil proti Trgu republike.

### Izgredi
Po prihodu množice pred stavbo parlamenta so se protesti sprevrgli v izgrede (najhujše v slovenski zgodovini). Demonstranti so proti poslopju parlamenta začeli metati različne predmete, med drugim jajca, toaletni papir, plastenke, pločevinke piva, steklenice, kamne, granitne kocke in prometne znake. Vržena je bila tudi ena molotovka (po predhodnih navedbah navijaška bakla), ki je osmodila pročelje in požgala bližnji grm. Množica je ob povzročanju škode navijala. Po prihodu okoli 100-ih policistov (tudi pripadnikov specialnih policijskih enot) so izgredniki začeli s predmeti obmetavati tudi njih. Policisti so protestnike neuspešno poskušali poriniti proti Kongresnemu trgu.
Organizatorji so demonstracije zaradi izgredov po lastnih navedbah predčasno prekinili in udeležence pozvali k razhodu, policija pa je pridržala okoli 30 protestnikov. Več oseb je bilo poškodovanih, med drugim vsaj 9 policistov.

#### Povzročitelji izgredov
Izgred naj bi povzročili huligani in neonacisti, ki so se pred parlamentom pomešali med protestnike. Moč je bilo slišati vzklikanje navijaških sloganov nad policijo (npr. »Malo vas je, malo vas je, pičkice!«). Udeleženci protesta izgrednikov niso izobčili, temveč so se jim nekateri pridružili v kričanju in obmetavanju. SOVA je v poročilu o aktivnostih skrajnih skupin iz leta 2012 odgovornost za vzpodbuditev izgredov pripisala levičarskim skrajnežem. Kasneje so bili na podlagi poročanja o prisotnosti vsaj enega člana Blood & Honour in kasnejših razkritij na podlagi dokumenta obveščevalne agencije potrjeni sumi, da so bili v incident vpleteni tudi neonacisti oz. skinheadi.
Predsednica ŠOS Katja Šoba je navedla, da naj bi do izgrede povzročile skupine anarhistov, ki so bile pomešane med protestnike.

### Gmotna škoda
Zaradi obmetavanja je bilo na več mestih poškodovano poslopje državnega zbora, sicer objekt kulturne dediščine in spomenik posebnega pomena (kaznivo dejanje, za katerega je zagrožena zaporna kazen do 8 let). Nastala je obsežna škoda na prednji fasadi; razbita je bila večina oken, poškodovani pa tudi kipci na vhodnem portalu. Nekateri predmeti so prileteli v notranjost stavbe. Manjše poškodbe so prejele bronaste plastike, kot tudi površinski kamen, ter vrata in podboji; popolnoma pa je bila uničena bakrena obloga spodnjega dela vrat. Samo škoda zaradi razbitega stekla je znašala okoli 27.000 evrov.

## Odzivi
Študentska organizacija Slovenije in Dijaška organizacija Slovenije sta nasilje obsodili in se od izgrednikov distancirali. Prav tako so se od nasilja distancirale organizacije, ki so proteste podprle. Organizatorji so navedli, da ne bodo prevzeli finančne odgovornosti za nastalo škodo, ker zanjo niso odgovorni.
Zaradi izgredov je bila prekinjena seja parlamenta. Predsednik DZ Pavel Gantar je dogodke kasneje označil kot »vandalizem brez primere« in izpostavil, da je šlo pri dejanjih za poškodovanje kulturne dediščine in spomenika posebnega pomena. Prav tako je navedel, da so izgredniki zagrešili dejanje, ki se ga lahko kaznuje z do 8 let zaporne kazni. Predsednik RS Borut Pahor je nad razpletom dogajanja izrekel obžalovanje.